# 沈氏十大功劳
沈氏十大功劳（学名：Mahonia shenii）为小檗科十大功劳属的植物，为中国的特有植物。分布于中国大陆的广西、广东、湖南、贵州、福建等地，生长于海拔450米至1,450米的地区，多生在生副：常绿落叶阔叶混交林中、灌丛中或岩坡，目前尚未由人工引种栽培。